# Anton Busquets i Punset

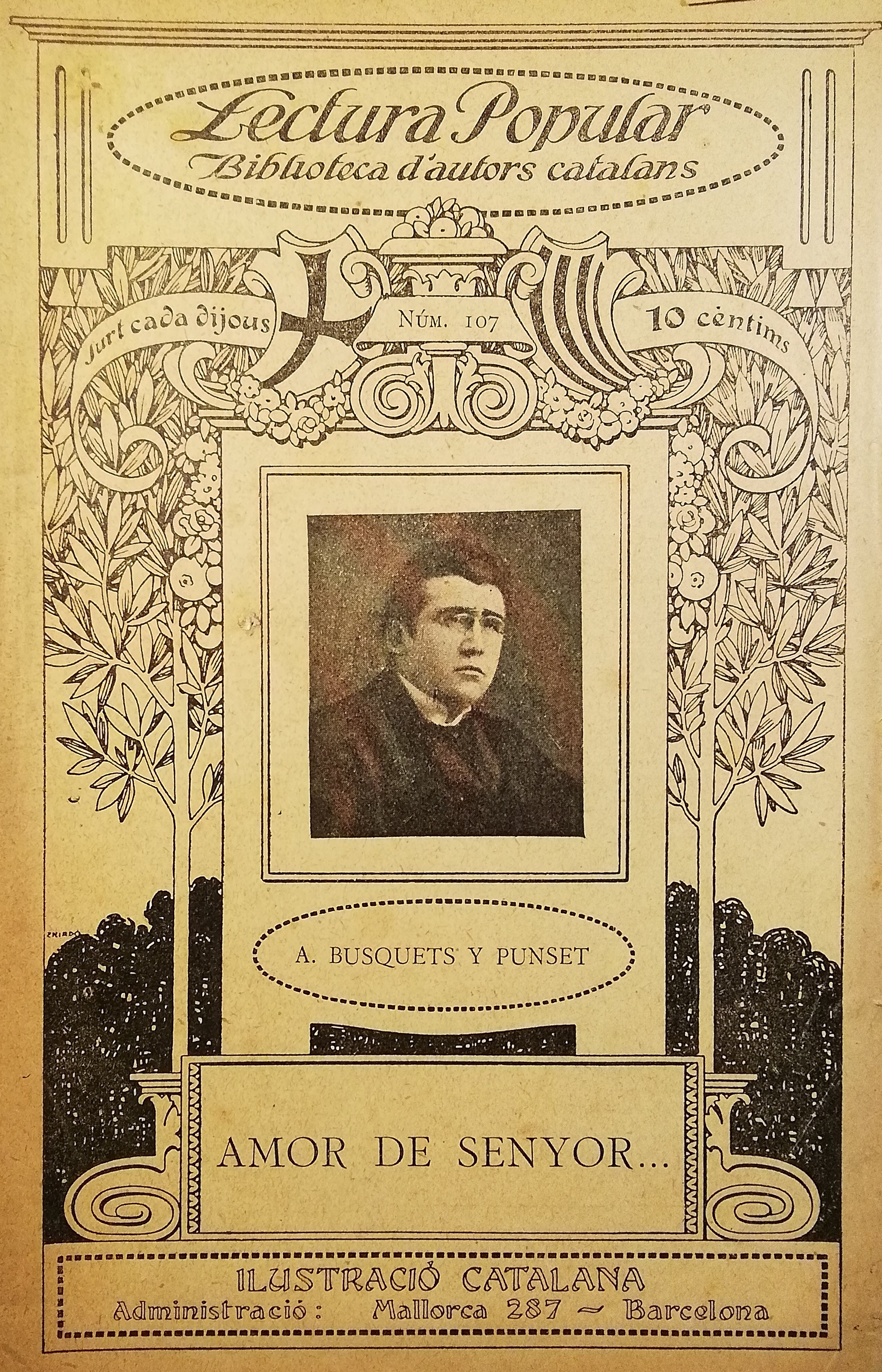
Amor de Senyor... (novel·leta) i un petit recull de poesies, publicat per la col·lecció Lectura Popular Biblioteca d'autors catalans de la Il·lustració Catalana cap a l'any 1915

Anton Busquets i Punset (Sant Hilari Sacalm, La Selva, 20 d'octubre del 1876 – Calders, Moianès, 19 d'agost de 1934), també anomenat en alguns casos Antoni Busquets, va ser un poeta i escriptor en llengua catalana. Fou un polígraf en el sentit més estricte del mot, ja que era narrador, poeta, periodista, pedagog i dinamitzador cultural. Exercí de mestre a Barcelona i a Calders.

## Biografia
Va passar la seva infantesa i adolescència a prop de les Guilleries en contacte amb els boscos i els seus moradors. El seu pare, també nascut a Sant Hilari Sacalm, feia de flequer i la seva mare venia de Ripoll. El seu pare va morir als quaranta-dos anys (quan el seu fill en tenia només sis i mig), cosa que portà un gran trasbals a la família. L'Anton es diferenciava de la resta de nois de Sant Hilari Sacalm per la seva obstinació en fer escapades pel bosc seguint els traginers o anar a trobar els roders, carboners i llenyataires de qui sempre aprenia algunes cançons, llegendes, dites i acudits. Aquesta riquesa lèxica del saber popular va constituir la base estil·lística i imaginativa del narrador. Una altra dèria que el diferenciava dels altres nois era el fet de fer versos. Als disset anys es traslladà a Ripoll amb la seva germana i la seva mare.
Als dinou anys va publicar el seu primer llibre Lliroia (la flor de la ginesta), editat pel ripollenc Ramon Bonet. Va establir més endavant la Llibreria Sant Josep, que comercialitzava llibres i objectes d'escriptori, i fundà una entitat de nois i noies amb el nom de Joventut Catalanista de Ripoll, que organitzà un certament literari en honor de Frederic Soler i Hubert.
El 1895 es trasllada a Vic per acabar el batxillerat i iniciar els estudis eclesiàstics (estudià filosofia al seminari de Vic) però els deixà inacabats. Redacta El Pirineu Català i publica els seus primers treballs periodístics a La Veu de Montserrat i La Comarca. Als vint anys s'instal·la a Barcelona amb la mare i la germana. El 15 de maig del 1896, apareix el primer número de L'Atlàntida, una revista fundada amb el vistiplau de Verdaguer i amb la col·laboració de Folch i Torres.
El 1897 publica el seu segon llibre de poemes Flors del Montseny. A la primavera del 1900 guanya, als Jocs Florals, el premi patrocinat per la Societat Catalana del Gas. El premi consisteix en el retrat de l'autor el qual li farà Pablo Ruiz Picasso.
L'any 1901 publica el seu tercer llibre de versos, Ventijols de Guilleria. El 1903 publica el llibre de narracions breus Del Montseny, el 1905 Aplech, el 1907 surten dos llibres nous de narrativa: Dos amors i Ànimes ferides i el 1908 la novel·la Plantalamor. El 1917 escriu la novel·la Calvari i Flor d'ermita, el 1918 la narració Amor de senyor i Poesies, i el 1929 Del meu viure rural.
Fou periodista: col·laborà al diari El Pla de Bages i, fins a la seva mort, dirigí la Revista Ilustrada Jorba, amb gran èxit de públic gràcies a una edició molt acurada amb presència d'uns continguts culturals molt per sobre de la mitjana habitual en una publicació de caràcter divulgatiu. Fou un catòlic convençut i un entusiasta dels Jocs Florals.
A Sant Hilari Sacalm hi té dedicat l'IES Anton Busquets i Punset i a Calders el CEIP Anton Busquets i Punset. A l'Hospitalet de Llobregat hi ha una escola que porta el seu nom.

## Obres
Obres presentades al Jocs Florals de Barcelona
- Siluetes. Animes fortes (1916)
- El Rector nou (1916)
- Siluetes. Del aplech "Femina" (1919 i 1920)
- Vida pastoral (1919)
- Visita pastoral (1920, 1921, 1922, 1923, 1924, 1926, 1927, 1929 i 1930)
- Rutes. Pels cims (1921)
- Figures de Novela. Fèmina (1921)
- Figures de Novela (1922, 1923 i 1930)
- Pels cims (1923)
- Siluetes. Femina (1924, 1927 i 1932)
- Siluetes. Figures de Novela (1926)
- No es conte, no (1929)
- Poema d'El Miracle (1931)
- Trescant pels cims (1932)

## Enllaços enterns
- «Anton Busquets i Punset». Gran Enciclopèdia Catalana.  Barcelona:  Grup Enciclopèdia Catalana.
- Busquets i Punset, Anton - Endrets - Geografia Literària dels Països Catalans Arxivat 2010-10-02 a Wayback Machine.
- Joaquim Aloy, Jordi Basiana i Pere Gasol La República a Manresa en un clic (1931-1936)
- Qui era Busquets i Punset
- Personatges destacats - Ajuntament de Sant Hilari Sacalm Arxivat 2011-03-13 a Wayback Machine.
- FIGUERAS I CAPDEVILA, Narcís. "Anton Busquets i Punset i la literatura catalana: la persistència de la Renaixença fins als anys 30"  PDF
- CARRERA I BUSQUETS, Anton. "Anton Busquets i Punset i els Jocs Florals" PDF
- "Dues obres reeditades i una jornada d'estudi, dins els actes de l'Any Busquets i Punset" PDF
- ROVIRÓ I ALEMANY, Xavier. "Anton Busquets i Punset: folklorista?" PDF
- RUAIX I VINYET, Josep. "Dos llibres d'A. Busquets i Punset, reeditats. Llur valor etnogràfic, literari i lingüístic"  PDF
- HERNANDEZ I BORREGÓN, Carles. "Anton Busquets, mestre i activista a l'Hospitalet de Llobregat"  PDF
- SOLDEVILA I BALART, Llorenç. "L'obra poètica d'Anton Busquets i Punset"  PDF
- MUNOZ I PAIRET, Irene. "Epistolari Anton Busquets-Víctor Català (1905-1933)"  PDF
- Article sobre l'autor a la revista "CALIDOSCOPI CALDERÍ", Gener de 2011[Enllaç no actiu]  PDF